# 에티오피아 내전 (2018년~현재)
현재 진행 중인 에티오피아 내전은 2018년 민족 연방주의, 일당우위제 정치 연합인 에티오피아 인민혁명민주전선(ERPDF)이 해체되면서 시작되었다. 에티오피아와 에리트레아 사이의 20년간의 전쟁, 10년간의 내부 긴장, 2년간의 시위, 비상사태 이후 하일레마리암 데살렌은 2018년 2월 15일 총리 겸 EPRDF 의장직을 사임했으며 그의 후임 아비 아머드 하의 평화에 대한 희망이 있었다. 그러나 티그라이주에서 전쟁이 발발했고, 에티오피아 전역에서 지역 및 민족 파벌 공격이 다시 시작되었다. 내전은 상당한 인권 침해, 전쟁 범죄, 초법적 살인을 초래했다.
2018년 3월 EPRDF는 데살렌의 후임으로 아비 아머드를 지명했고, 그는 4월 2일 에티오피아 의회에서 총리로 임명되었다. 42세의 아비 총리는 국가 경제를 개혁하고 정치적 반대자들을 석방했으며 망명자들의 귀환을 허용하고 언론 제한을 완화했으며 다양한 정치 집단의 조직을 자유롭게 했다. 그는 에리트레아와의 전쟁을 종식한 공로로 2019년 노벨 평화상을 수상했다. 그는 1995년 헌법에 명시된 이전 정권의 민족 정치를 뒤집었다. 그러나 그의 정책은 이전 연합 정당들 사이의 경쟁을 악화시켰고 국가를 민족 분쟁으로 몰아넣었다.
2020년 11월, 티그레이에서 연방정부와 지방정부 사이에 전쟁이 발발했다. 에티오피아 국방군(ENDF)과 에리트레아 국방군(EDF)이 티그라이의 수도 메켈레를 점령했다. 티그레이 방위군은 2021년 중반에 티그레이의 대부분을 탈환했고, 2021년 후반에는 티그레이 인민 해방 전선(TPLF)을 포함한 7개의 소규모 반군 단체와 함께 오로모 해방군(OLA)과 동맹을 맺어 에티오피아 연방주의 연합 전선을 형성했다. 2년간의 동맹과 갈등의 변화 끝에 TPLF와 에티오피아 정부는 2022년 11월 2일 프리토리아에서 평화 조약을 체결했다. 감벨라 불안, OLA 반란, 암하라 전쟁 등 산발적인 내전이 계속되었으며, 후자의 두 사건은 OLA와 파노 무장세력이 연방 정부에 맞서 자행했다.